# Suffocation
I Suffocation sono un gruppo musicale death metal newyorkese, considerati tra i fondatori del brutal death metal insieme ai Cannibal Corpse; del technical brutal death metal assieme ai Cryptopsy e assieme ai Dying Fetus tra gli ispiratori dello slam brutal death metal e del deathcore.

## Storia del gruppo

### Gli inizi

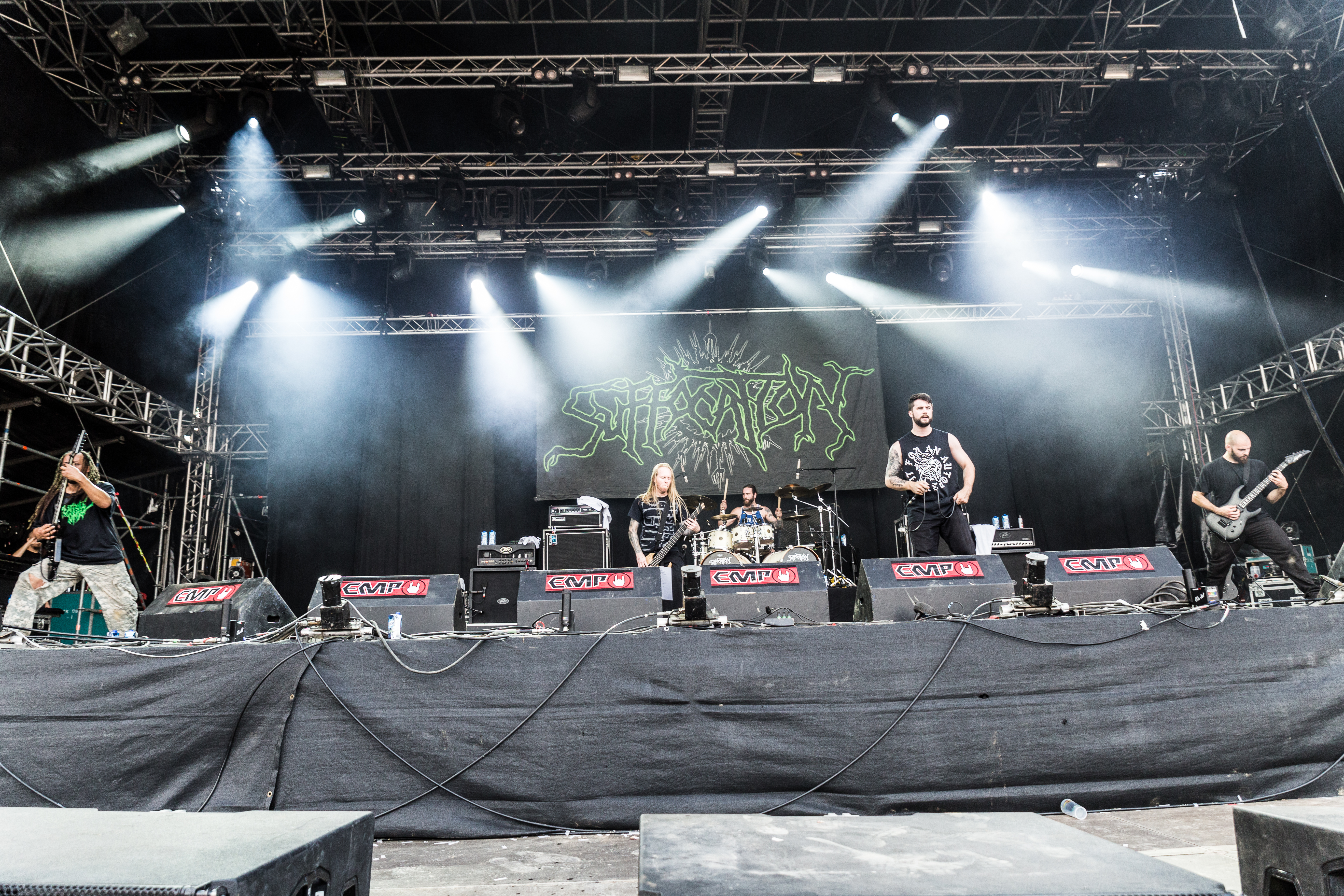
I Suffocation al Summer Breeze Open Air 2017

Il gruppo è nato a New York nel 1988 per volere dei cinque componenti Frank Mullen alla voce, Doug Cerrito e Terrance Hobbs alle chitarre, Josh Barohn al basso e Mike Smith alla batteria. 
Nella storia del death metal, i Suffocation emergono subito per il loro stile unico fondendo la tecnica strumentale con il verbo primigenio dell'old school death metal. Prima della loro formazione infatti le strutture del death metal risultavano semplici e a volte ripetitive (un esempio sono i pattern di batteria, riconoscibili si per dare al sound un impatto heavy e dark ma risultando ancora rudimentali e ridondanti).
Quindi, la loro innovativa idea del tempo fu quella di integrare la pesante essenza del primitivo death metal con i veloci ritmi mutuati dal grind e aggiungendo riff complessi e nervosi, assoli che molto sanno di bizzarro e liriche che estremizzano ancora di più il concetto stesso della morte e dei modi brutali di come arrivare ad essa.
Subito dopo la formazione il five pieces pubblica il suo debut demo Reincremation di tre canzoni che in poche settimane circola nell'underground americano e fa scattare l'interesse delle case discografiche che reclamano la pubblicazione a breve di un album. 
La band sceglie di registrare nel 1991 il loro primo mcd Human Waste per l'americana Relapse Records, specializzata in brutal death e grind.
Il complesso e selvaggio sound del mcd darà inizio ad uno dei più rinomati stili del death metal, il New York Death Metal o, come si è più consueti nominare, il brutal death metal.

### L'affermazione

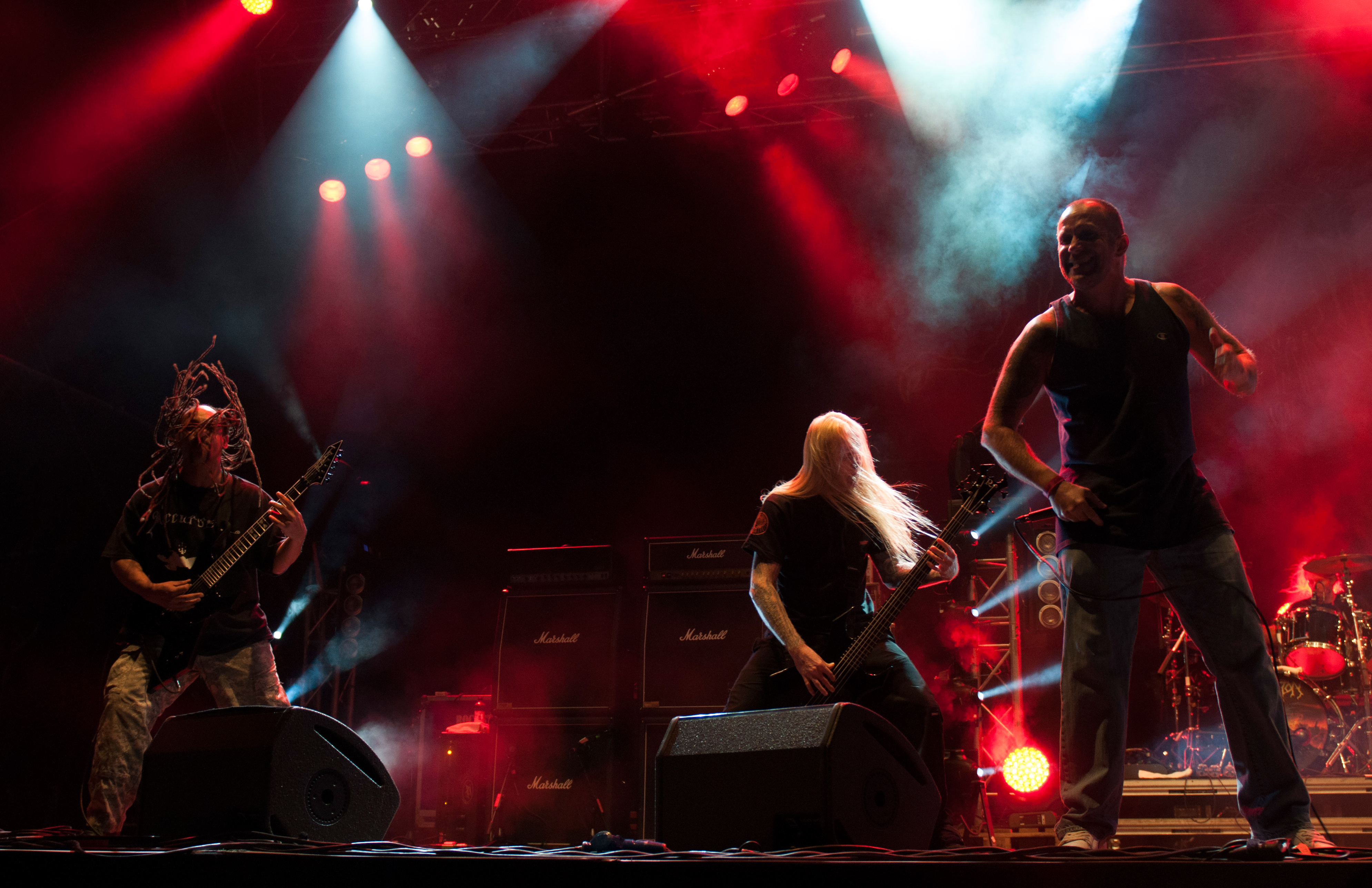
I Suffocation al Party.San Metal Open Air 2014

Sempre nel 1991, i Suffocation cambiano label e si accasano presso la rinomata etichetta olandese Roadrunner Records per pubblicare il loro primo full-length Effigy of the Forgotten che diverrà un classico nel suo genere influenzando molti gruppi anche in Italia come Natron e Antropofagus inglobando e ridisegnando a modo loro ritmi grindcore e premendo ancora di più il piede sull'acceleratore. 
Già dalla copertina ad opera dell'artista americano Dan Seagrave si viene catapultati in un mondo dove la parola d'ordine è sofferenza e brutalità gratuita, senza scampo né via d'uscita. Quest'album portò gli intenti della band ad un livello superiore fondendo quindi le varie influenze ed unificandole in unico terremotante pattern death metal, complice la produzione di Scott Burns nei Morrisound Recording di Tampa in Florida, vera tappa obbligata per ogni band death metal del periodo.
Nel 1993 il bassista Josh lascia il gruppo per raggiungere gli Autopsy e viene così sostituito dal talentuoso Chris Richards per registrare il secondo album Breeding the Spawn che nonostante sia tecnicamente ben suonato mostra un calo d'ispirazione dei nostri e una produzione deficitaria (fatto che porterà la band a registrare di nuovo alcune canzoni di questo disco negli album successivi). Del tour che seguirà invece, i Suffocation si faranno conoscere per i loro show spaccaossa davanti a legioni di vecchi fan e incuriositi nuovi adepti, tanto che uscirà anche una testimonianza live a titolo Live Death che includerà anche altri gruppi di quel tour ovvero Cancer, Exhorder e Malevolent Creation.
Nel 1994, il drummer Mike Smith lascia la band per essere rimpiazzato dal nuovo Doug Bohn e con questa formazione registra il terzo full-length Pierced From Within che riporta il gruppo all'utilizzo di chitarre pesantissime e stoppate fino ai limiti uditivi, drums che poco hanno a che vedere con l'umano e altrettanto la voce di Frank Mullen sempre più cavernosa ed inintelliggibile. A supportare l'album la band si imbarcherà in un esteso tour che toccherà oltre gli Stati Uniti, anche l'Europa (in Italia a Milano nel dicembre 1995 con Deicide e Konkhra, tutto esaurito al Rainbow Club), il Canada e il Messico incrementando ancora di più il loro seguito.
Dopo il tour, a lasciare la band sarà la volta del drummer Bohn che sarà poi sostituito da Dave Culross dei Malevolent Creation e quattro anni dopo nel 1998, ancora sotto l'egida del producer Scott Burns (che ritorna dopo l'assenza di Pierced from Within), pubblica il mcd di cinque pezzi Despise the Sun (in cui viene compresa anche una versione attuale di Catatonia originariamente su Human Waste). Questo minicd rimane un esempio di selvaggio brutal death metal nel quale la band utilizzò strutture si complesse, ma anche lineari e dinamitarde, e dimostrò un'ispirazione nel comporre fuori dal comune, in un periodo in cui il death metal estremo era in forte calo.

### Lo scioglimento

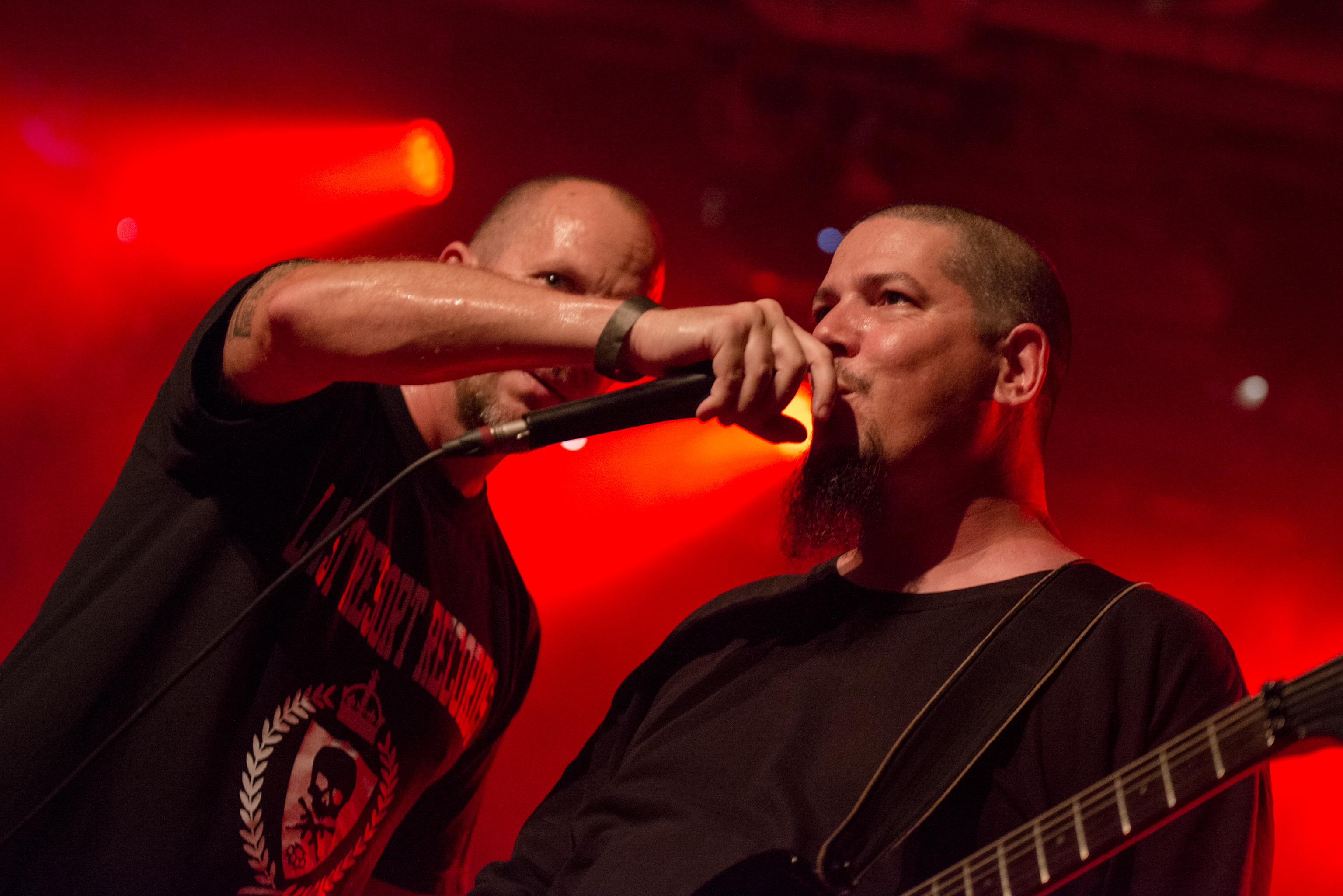
Frank Mullen e Guy Marchais al Free&Easy Festival 2014

Il mcd fu di rara reperibilità (distribuito dall'indipendente Vulture Records), ma la Relapse Records lo ristampò e l'aumentata esposizione portarono molti a credere che il gruppo era tornato in forma per riprendersi il posto che gli spettava nella scena dopo tre anni di silenzio. Dissidi interni alla band però, portarono il gruppo a sciogliersi poco dopo, anche se alcuni componenti restarono in ambito musicale come il chitarrista Doug Cerrito che registrò il primo album degli Hate Eternal ed il batterista Dave Culross che diventò membro dei Malevolent Creation e dei grinders Hate Plow.

### La rinascita

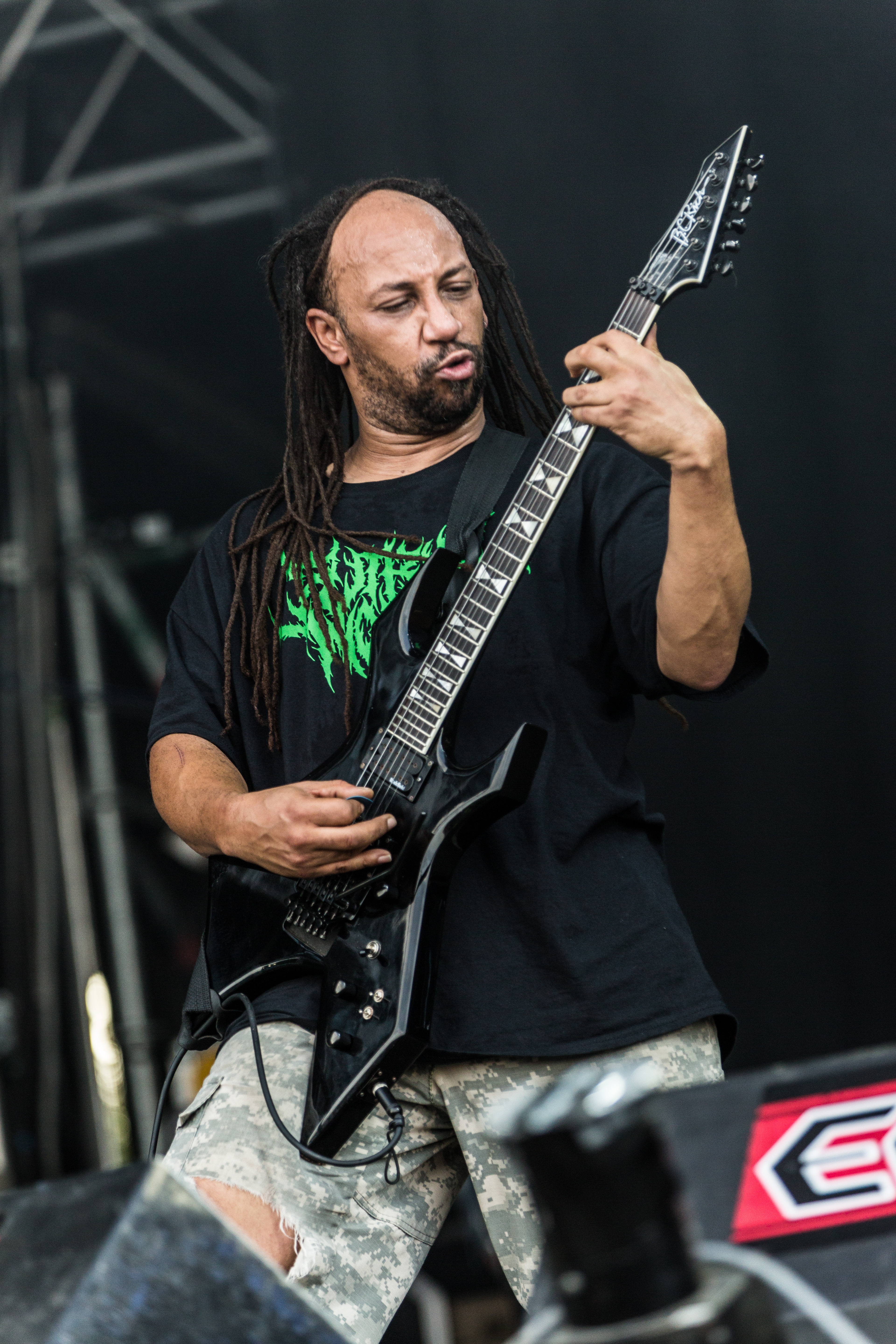
Terrance Hobbs, fondatore del gruppo

Agli inizi del 2002, voci su una riunione dei Suffocation iniziarono a farsi insistenti tra gli appassionati del genere che furono il propulsore per un futuro ritorno, e la band confermò questa sua intenzione presentandosi con una formazione che comprendeva Frank Mullen (vocals), Terrance Hobbs (guitars), Guy Marchais (guitars, ex Pyrexia), Josh Barohn (bass) e Mike Smith (drums).
La band riprese così a scrivere e a provare, dichiarando di essere pronta per uscire con un nuovo disco a breve termine. 
Nel mentre, Josh Barohn lascia di nuovo il gruppo e viene reclutato il bassista Derek Boyer, preso in prestito dai Decrepit Birth.
Seguirono nel 2003 gli show come headliner al New England Metal and Hardcore Festival, Maryland Deathfest e il Milwakee Metalfest che registrarono il tutto esaurito e dove la band presentò per la prima volta la nuova canzone Deceit per la quale fu girato anche un video che andò in rotazione su MTV2 Headbangers Ball.
L'entusiasmo della scena arrivò alle stelle e il gruppo entrò così nel 2004 nel New York Full Force Studios con il produttore Joe Cincotta, per registrare nuovo materiale. Forti di un rinnovato contratto con la sempre presente Relapse Records, i Suffocation pubblicano nell'estate del 2004 Souls To Deny che si dimostrerà all'altezza delle aspettative dispiegando vero e truculento tecnico death metal. Maniacalmente complesse le strutture ritmiche e gli assoli, preciso e devastante il drumming e non da meno ed ormai marchio di fabbrica i vocalizzi di Frank Mullen. Da notare anche la cruenta copertina raffigurante corpi impalati a destra e a manca in un mondo immaginario e decadente di dimensioni non umane ad opera ancora una volta di Dan Seagrave che già aveva collaborato disegnando quella del primo album e che segna a sua volta un rientro come cover designer death metal.

### Nuovo millennio (2005-oggi)
Dopo la pubblicazione di Souls to Deny, ed il tour americano ed europeo che ne seguì dove furono supportati dai deathsters inglesi Insision ed in Italia dai Natron, il gruppo rientrò in studio nel 2005 di nuovo con il loro ingegnere del suono sia live che in studio Joe Cincotta. Stilisticamente vicino a Souls to Deny e a Pierced from Within, l'omonimo Suffocation è la prova del come il gruppo mantenga salda la posizione nel gotha del brutal death metal con un'ispirazione di nuovo fuori dal comune e di come sia da sempre uno dei più importanti ed influenti gruppi del suo genere. Agli inizi di ottobre del 2006 il video della canzone Abomination Reborn debutta su Mtv Headbangers Ball. Nel 2008 lasciano la Relapse Records e firmano per la tedesca Nuclear Blast, con la quale fanno uscire Blood Oath nel 2009, che segue stilisticamente l'album precedente: tuttavia la critica si divide, tra chi lo considera un ottimo lavoro e chi non lo ritiene all'altezza della band. Mike Smith lascerà di nuovo la band nel 2012 e verrà rimpiazzato da Dave Culross. L'anno successivo esce il nuovo LP Pinnacle Of Bedlam, sempre prodotto dalla Nuclear Blast. Il chitarrista Guy Marchais lascia la band nel 2016 ed è sostituito da Charlie Errigo. Nello stesso anno si allontana dal gruppo anche il batterista Dave Culross, sostituito dal canadese Eric Morotti. Il 9 giugno del 2017 viene rilasciato il loro ultimo lavoro in studio "...Of The Dark Light" dove il cantante Kevin Mullen, che era stato in precedenza un tournista, si unì alla band a tempo pieno accanto al cantante e cofondatore della band Frank Mullen, che guidava i due a condividere le funzioni vocali di quest'ultimo album e ad alternarsi sul palco del relativo tour. Successivamente Kevin Mullen si dimise per divergenze dal gruppo ed incompatibilità con lo stile di vita "on tour" e fu sostituito da un ritorno di Ricky Myers nel 2018. Il 12 marzo 2018, fu annunciato che Frank Mullen avrebbe fatto un altro tour con i Suffocation prima di ritirarsi ufficialmente dalla band, parte così nel dello stesso anno il "Farewell Frank Tour". I Suffocation così, partono per 26 date nel'ultimo commovente tour nordamericano del cantante di sempre, la leggenda del brutal death metal, Frank "The Tank" Mullen, insieme ai gruppi Cattle Decapitation, Krisiun and Visceral Discorge. Il 15 gennaio 2019 è stato annunciato che Frank "The Tank" sarebbe tornato per un tour finale in Giappone nel giugno 2019.

## Formazione

### Formazione attuale
- Terrance Hobbs – chitarra (1988–1998, 2002–presente)
- Charlie Errigo – chitarra (2016–presente)
- Derek Boyer – basso (2004–presente)
- Eric Morotti – batteria (2016–presente)
- Ricky Myers – voce (2019-presente)

### Ex componenti
- Doug Cerrito - chitarra
- Josh Barohn - basso
- Doug Bohn - batteria
- Mike Smith - batteria
- Dave Culross - batteria
- Guy Marchais - chitarra
- Frank Mullen – voce

## Discografia

### Album in studio
- 1991 - Effigy of the Forgotten
- 1993 - Breeding the Spawn
- 1995 - Pierced from Within
- 2004 - Souls to Deny
- 2006 - Suffocation
- 2009 - Blood Oath
- 2013 - Pinnacle of Bedlam
- 2017 - ...Of the Dark Light
- 2023 - Hymns for the Apocrypha

### Album dal vivo
- 2005 - The Close of a Chapter

### EP
- 1991 - Human Waste
- 1998 - Despise the Sun

### Compilation
- 2003 - Effigy of the Forgotten/Pierced from Within

### Raccolte
- 2008 - The Best of Suffocation

### Singoli
- 2004 - Surgery of Impalement
- 2012 - As Grace Descends
- 2017 - Your Last Breaths
- 2017 - Return to the Abyss

### Split
- 1994 - Live Death (con Malevolent Creation, Exhorder e Cancer)

### Demo
- 1990 - Reincremated

## Videografia

### Videoclip
- 2012 - Synthetically Revived (tratto da Human Waste)
- 2004 - Surgery of Impalement (tratto da Souls to Deny)
- 2007 - Abomination Reborn (tratto da Suffocation)
- 2007 - Blind Torture Kill (tratto da Suffocation)
- 2009 - Cataclysmic Purification (tratto da Blood Oath)
- 2013 - Cycles of Suffering (tratto da Pinnacle of Bedlam)
- 2013 - As Grace Descends (tratto da Pinnacle of Bedlam)
- 2017 - Your Last Breaths (tratto da ...Of The Dark Light)